# 15-я пехотная дивизия (Российская империя)
15-я пехотная дивизия — пехотное соединение в составе Русской императорской армии. Штаб дивизии: Одесса. Входила в 8-й армейский корпус.

## История дивизии
Дивизия 

### Формирование
- 14.02.1831 — 05.08.1833 — 26-я пехотная дивизия
- 05.08.1833 — 26.04.1835 — 18-я пехотная дивизия
- 26.04.1835 — 1918 — 15-я пехотная дивизия

### Боевые действия
Дивизия — активная участница Первой мировой войны, в частности, Галицийской битвы 1914 г.

## Состав дивизии
- 1-я бригада (Одесса)
  - 57-й пехотный Модлинский генерал-адъютанта Корнилова полк
  - 58-й пехотный Прагский полк
- 2-я бригада (Одесса)
  - 59-й пехотный Люблинский полк
  - 60-й пехотный Замосцкий полк
- 15-я артиллерийская бригада (Одесса)

## Командование дивизии
(Командующий в дореволюционной терминологии означал временно исполняющего обязанности начальника или командира. Должности начальника дивизии соответствовал чин генерал-лейтенанта, и при назначении на эту должность генерал-майоров они оставались командующими до момента своего производства в генерал-лейтенанты).

### Начальники дивизии
- 17.02.1831 — 01.11.1831 — генерал-лейтенант Головин, Евгений Александрович
- 01.11.1831 — 03.11.1836 — генерал-лейтенант Отрощенко, Яков Осипович
- 03.11.1836 — 21.01.1840 — генерал-майор (с 30.08.1839 генерал-лейтенант) Данненберг, Пётр Андреевич
- 21.01.1840 — 29.01.1851 — генерал-майор (с 06.12.1840 генерал-лейтенант) Гасфорд, Густав Христианович
  - 17.11.1847 — 11.04.1848 — командующий генерал-майор Обручев, Александр Афанасьевич
- 11.03.1851 — 12.01.1854 — генерал-майор (с 08.04.1851 генерал-лейтенант) Марин, Иван Максимович
- 12.01.1854 — 27.02.1856[~ 1] — генерал-майор (с 11.03.1854 генерал-лейтенант) Энгельгардт, Николай Фёдорович
- 04.03.1856 — 18.11.1868[~ 2] — генерал-майор (с 30.08.1860 генерал-лейтенант) Кишинский, Николай Семёнович
- 05.12.1868 — 04.06.1872 — генерал-лейтенант Ольшевский, Мелентий Яковлевич
- 06.06.1872 — 16.08.1876[~ 3] — генерал-лейтенант Шостак, Андрей Андреевич
- 31.08.1876 — 09.04.1889[~ 4] — генерал-майор (с 30.08.1879 генерал-лейтенант) Горемыкин, Александр Дмитриевич
- 09.04.1889 — 31.07.1889 — генерал-лейтенант Назаров, Николай Николаевич
- 31.07.1889 — 30.12.1895[~ 5] — генерал-лейтенант Скалон, Василий Данилович
- 10.01.1896 — 08.12.1896[~ 6] — генерал-майор (с 14.05.1896 генерал-лейтенант) Тимлер, Александр Карлович
- 28.12.1896 — 03.05.1900 — генерал-лейтенант Филиппов, Владимир Николаевич
- 19.05.1900 — 06.08.1905 — генерал-майор (с 01.01.1901 генерал-лейтенант) Иванов, Николай Мартынович
- 06.08.1905 — 29.12.1907 — генерал-майор (с 31.05.1907 генерал-лейтенант) Мартос, Николай Николаевич
- 28.01.1908 — 26.07.1914 — генерал-лейтенант Безрадецкий, Дмитрий Николаевич
- 26.07.1914 — 05.07.1915 — генерал-майор (с 13.10.1914 генерал-лейтенант) Белькович, Леонид Николаевич
- 17.07.1915 — 07.04.1917 — генерал-майор (с 21.10.1916 генерал-лейтенант) Ломновский, Пётр Николаевич
- 12.04.1917 — хх.хх.хххх — командующий генерал-майор фон Тимрот, Готгард Готгардович

### Начальники штаба дивизии
Должность начальника штаба дивизии введена 1 января 1857 года.
- 01.01.1857 — 03.11.1860 — подполковник (с 30.08.1858 полковник) Драчевский, Василий Данилович
- 03.11.1860 — 03.02.1863 — подполковник (с 30.08.1862 полковник) Эрнрот, Казимир Густавович
- 03.02.1863 — 15.05.1863 — полковник Ромишевский, Владислав Феликсович
- 15.05.1863 — 16.08.1863 — подполковник (с 19.07.1863 полковник) Орановский, Алоизий Казимирович
- 16.08.1863 — 16.10.1867 — подполковник (с 30.08.1865 полковник) Эммануель, Александр Егорович
- 19.10.1867 — хх.хх.1872 — подполковник (с 30.08.1868 полковник) Графф, Фёдор Генрихович
- 16.04.1872 — 10.06.1872 — подполковник Лесли, Дмитрий Николаевич
- 10.06.1872 — 10.12.1873 — полковник Духонин, Михаил Лаврентьевич
- 16.12.1873 — 31.10.1877 — полковник Саранчёв, Владимир Семёнович
- 31.10.1877 — 05.09.1885 — полковник Бодаревский, Иван Максимович
- 28.09.1885 — 06.03.1889 — полковник Субботич, Деан Иванович
- 08.07.1891 — 10.06.1896 — полковник Масалов, Павел Гаврилович
- 14.06.1896 — 25.02.1900 — полковник Задорин, Пётр Захарьевич
- 05.04.1900 — 19.09.1903 — полковник Де-Витт, Владимир Владимирович
- 03.10.1903 — 11.06.1905 — подполковник (с 06.12.1903 полковник) Сулькевич, Матвей Александрович
- 23.06.1905 — 22.11.1913 — подполковник (с 06.12.1907 полковник) Хануков, Александр Павлович
- 22.11.1913 — 18.07.1915 — полковник Кирпотенко, Сергей Антонович
- 04.08.1915 — 22.11.1916 — и. д. подполковник (с 06.12.1915 полковник) Жолынский, Иосиф Иосифович
- 10.01.1917 — 06.04.1917 — и. д. полковник Дроздовский, Михаил Гордеевич
- 06.04.1917 — хх.03.1918 — полковник Месснер, Евгений Эдуардович
  - хх.хх.1917 — 03.09.1917[~ 7] — и. д. подполковник Достовалов, Евгений Исаакович

### Командиры 1-й бригады
В период с 28 марта 1857 по 30 августа 1873 должности бригадных командиров были упразднены.
После начала Первой мировой войны в дивизии была оставлена должность только одного бригадного командира, именовавшегося командиром бригады 15-й пехотной дивизии.
- 19.04.1831 — 11.12.1833 — генерал-майор Балбеков, Алексей Александрович
- 11.12.1833 — 17.09.1837 — генерал-майор Варпаховский, Пётр Евдокимович
- 17.09.1837 — 25.09.1837 — генерал-майор Леман, Николай Михайлович
- 25.09.1837 — 01.01.1839 — генерал-майор Свиты Е. И. В. князь Мещерский, Сергей Иванович
- 01.01.1839 — 08.11.1840[2] — генерал-майор Есипов, Пётр Петрович
- 08.11.1840 — 18.07.1841 — генерал-майор Белявский, Константин Яковлевич
- 18.07.1841 — 19.08.1845 — генерал-майор Патон, Пётр Иванович
- 19.08.1845 — 14.09.1845[~ 8] — генерал-майор Павлов, Прокофий Яковлевич
  - 19.08.1845 — 06.01.1846 — командующий полковник Богаевский, Венедикт Григорьевич
- 06.01.1846 — 12.02.1849 — генерал-майор Фохт, Карл Иванович
- 12.02.1849 — 16.01.1852 — генерал-майор Дик, Егор Афанасьевич
- 14.02.1852 — 19.08.1855 — генерал-майор Артамонов, Павел Петрович
- 08.11.1855 — 23.06.1856 — генерал-майор Болдырев, Александр Васильевич
- 26.08.1856 — 10.10.1856 — генерал-майор Алопеус, Яков Самойлович
- 30.08.1873 — 29.12.1879 — генерал-майор Челищев, Владимир Егорович
- 29.12.1879 — 23.02.1890 — генерал-майор Назимов, Владимир Николаевич
- 15.03.1890 — 10.01.1896 — генерал-майор Тимлер, Александр Карлович
- 22.01.1896 — 23.06.1899[~ 9] — генерал-майор князь Урусов, Сергей Николаевич
- 12.07.1899 — 25.01.1904 — генерал-майор Сандецкий, Александр Генрихович
- 04.02.1904 — 12.09.1905 — генерал-майор Некрасов, Сергей Петрович
- 13.01.1906 — 29.01.1907 — генерал-майор Кузнецов, Поликарп Алексеевич
- 19.02.1907 — 19.02.1914 — генерал-майор Абаканович, Станислав Константинович
- 02.03.1914 — 01.11.1914 — генерал-майор Фок, Яков Александрович

### Командиры 2-й бригады
- 15.03.1831 — 19.04.1831 — генерал-майор барон Притвиц, Павел Карлович
- 19.04.1831 — 01.01.1832 — генерал-майор Фези, Карп Карпович
- 28.01.1832 — 17.04.1833 — командующий полковник Максимов, Трофим Никитич
- 17.04.1833 — 05.08.1833 — полковник (с 25.06.1833 генерал-майор) Шрамм, Фёдор Андреевич
- 05.08.1833 — 11.12.1833 — генерал-майор Унгебауер, Александр Андреевич
- 11.12.1833 — 01.07.1835 — генерал-майор Бриземан фон Неттинг, Антон Карлович
- 01.07.1835 — 28.01.1836 — генерал-майор Булгаков, Фёдор Васильевич
- 28.01.1836 — 03.11.1836 — генерал-майор Линден, Александр Андреевич
- 03.11.1836 — 24.12.1836 — генерал-майор Унгебауер, Александр Андреевич
- 01.01.1837 — 13.07.1837 — генерал-майор Романович, Иван Игнатьевич
- 13.07.1837 — 08.05.1838 — генерал-майор Ахлестышев, Дмитрий Дмитриевич
- 08.05.1838 — 18.07.1841 — генерал-майор Патон, Пётр Иванович
- 18.07.1841 — 07.10.1845 — генерал-майор Белявский, Константин Яковлевич
- 30.08.1873 — 09.10.1873 — генерал-майор Блофиельд, Роберт Карлович
- 09.10.1873 — 20.01.1885 — генерал-майор Григорьев, Михаил Яковлевич
- 26.01.1885 — 02.10.1892 — генерал-майор Жерве, Владимир Константинович
- 02.10.1892 — 07.04.1898 — генерал-майор Иванов, Николай Мартынович
- 13.05.1898 — 01.06.1904 — генерал-майор Сенницкий, Викентий Викентьевич
- 02.06.1904 — 08.08.1906 — генерал-майор Голембатовский, Михаил Григорьевич
- 11.08.1906 — 29.01.1907 — генерал-майор Ступин, Александр Николаевич
- 29.01.1907 — 21.07.1910 — генерал-майор Кузнецов, Поликарп Алексеевич
- 21.12.1910 — 01.10.1914 — генерал-майор Бабиков, Николай Александрович

### Командиры 3-й бригады
В 1833 3-я бригада расформирована.
19.04.1831 — 05.08.1833 — генерал-майор Унгебауер, Александр Андреевич

### Помощники начальника дивизии
В период с 28 марта 1857 года по 30 августа 1873 года помощники начальника дивизии фактически являлись бригадными командирами.
- 28.03.1857 — 26.05.1857 — генерал-майор Зарницын, Дмитрий Никитич
- 26.05.1857 — хх.хх.1864 — генерал-майор Курсель, Константин Христофорович
- хх.хх.1864 — 06.11.1869 — генерал-майор Ляшенко, Михаил Васильевич
- 14.11.1869 — 30.08.1873[~ 10] — генерал-майор Челищев, Владимир Егорович

### Командиры 15-й артиллерийской бригады
Номер в наименовании артиллерийской бригады изменялся параллельно с номером пехотной дивизии, к которой бригада была приписана.
До 1875 г. должности командира артиллерийской бригады соответствовал чин полковника, а с 17 августа 1875 г. - чин генерал-майора.
- хх.хх.хххх — 30.05.1835 — подполковник Султанов, Лев Александрович
- 30.05.1835 — 11.09.1835 — подполковник Фрейман, Герман Антонович
- 11.09.1835 — 06.01.1850 — подполковник (с 12.12.1835 полковник, с 07.04.1846 генерал-майор) Рефельд, Василий Васильевич
- 06.01.1850 — 17.02.1850 — полковник Шанторов, Григорий Алексеевич
- 17.02.1850 — 12.04.1850 — полковник Немчинов, Александр Петрович
- 12.04.1850 — 01.01.1851 — генерал-майор Вагнер, Карл Богданович
- 01.01.1851 — 06.02.1856 — полковник (с 08.09.1855 генерал-майор) Зарницын, Дмитрий Никитич
- 04.03.1856 — хх.хх.1869 — полковник (с 17.04.1863 генерал-майор) Яновский, Павел Кириллович
- хх.хх.1869 — хх.хх.1869 — полковник Пражевский, Павел Иванович
- хх.хх.1869 — 10.06.1872 — полковник Хомяков, Владимир Александрович
- 10.06.1872 — 23.07.1876 — полковник (с 07.07.1872 генерал-майор) Костогоров, Яков Михайлович
- 23.07.1876 — 19.03.1877 — генерал-майор Шестаков, Георгий Фёдорович
- 25.03.1877 — 25.06.1884 — полковник (с 30.08.1879 генерал-майор) Вестермарк, Иван Петрович
- 25.06.1884 — 02.05.1890 — генерал-майор Скерлетов, Николай Павлович
- 02.05.1890 — 12.10.1890 — генерал-майор Мейнандер, Николай Адольфович
- 24.12.1890 — 19.11.1898[~ 11] — генерал-майор Исаков, Николай Сергеевич
- 23.12.1898 — 12.02.1903 — генерал-майор Дельсаль, Владимир Петрович
- 04.03.1903 — 27.11.1904 — генерал-майор Бандровский, Владимир Францевич
- 30.11.1904 — 10.04.1907 — полковник (с 06.12.1906 генерал-майор) Похвиснев, Эммануил Борисович
- 11.04.1907 — 01.07.1910 — генерал-майор Стороженко, Александр Николаевич
- 25.07.1910 — 23.09.1912 — генерал-майор Перфильев, Сергей Аполлонович
- 23.09.1912 — 12.12.1914 — генерал-майор Иваненко, Ксенофонт Николаевич
- 12.12.1914 — 23.12.1916 — генерал-майор Дудин, Витт Александрович
- 23.12.1916 — 27.09.1917 — командующий полковник Плуталов, Николай Максимович
- 27.09.1917 — хх.хх.хххх — генерал-майор Бенескул, Тит Онуфриевич

## Комментарии
1. ↑  Умер в должности. Высочайшим приказом от 04.03.1856 исключен из списков умершим.
2. ↑  Умер в должности. Высочайшим приказом от 05.12.1868 исключен из списков умершим.
3. ↑  Умер в должности. Высочайшим приказом от 10.09.1876 исключен из списков умершим.
4. ↑  Даты даны по изданию: Шилов Д. Н., Кузьмин Ю. А., Члены Государственного совета Российской империи (СПб., 2007. с. 227). В «Списках генералам по старшинству» на 1890 и последующие годы у Горемыкина пропущены как должность начальника дивизии, так и пост командира 6-го армейского корпуса (09.04. — 26.05.1889).
5. ↑  В «Списках генералам по старшинству» на 1890 и последующие годы ошибочно указано, что Скалон командовал 15-й дивизией с 19.06.1883. В действительности Скалон в 1883—1889 годах был начальником 5-й сапёрной бригады.
6. ↑  Умер в должности, 18.12.1896 исключён из списков умершим.
7. ↑  Фактически к исполнению обязанностей не приступал.
8. ↑  Все это время г-м. П. Я. Павлов исполнял обязанности командующего пехотным Принца Карла Прусского полком, командиром которого он был ранее.
9. ↑  23.06.1899 назначен командиром 2-й бригады 17-й пехотной дивизии. В справочнике С. В. Волкова ошибочно указано, что командовал 1-й бригадой 15-й пд по сен. 1899 года.
10. ↑  После восстановления 30 августа 1873 г. должностей бригадных командиров назначен командиром 1-й бригады этой же дивизии.
11. ↑  Умер в должности. Высочайшим приказом от 09.12.1898 г. исключён из списков умершим.